# 미접
미접(迷蝶) 또는 길잃은나비는 원래 발견되지 않는 지역에서 여러 이유로 발견된 나비를 뜻하는 단어다.
원래 한반도에 살지 않는 종이지만, 일본이나 동남아시아 등지의 남쪽 지역에 사는 나비가 태풍 등에 떠밀려 남부 지역에 나타나 경우가 있는데 이를 미접이라 칭한다.
최근에는 지구온난화의 영향으로 거제도 등지에 아예 정착해서 사는 물결부전나비나 무늬박이제비나비와 같은 종들도 있다.

## 대한민국의 미접
- 멤논제비나비
- 무늬박이제비나비
- 대만왕나비
- 끝검은왕나비
- 별선두리왕나비
- 돌담무늬나비
- 연노랑흰나비
- 먹나비
- 큰먹나비
- 암붉은오색나비
- 남방오색나비
- 남방공작나비
- 남색남방공작나비
- 소철꼬리부전나비
- 남방푸른부전나비
- 물결부전나비